# MoinMoin (Anzeigenblatt)

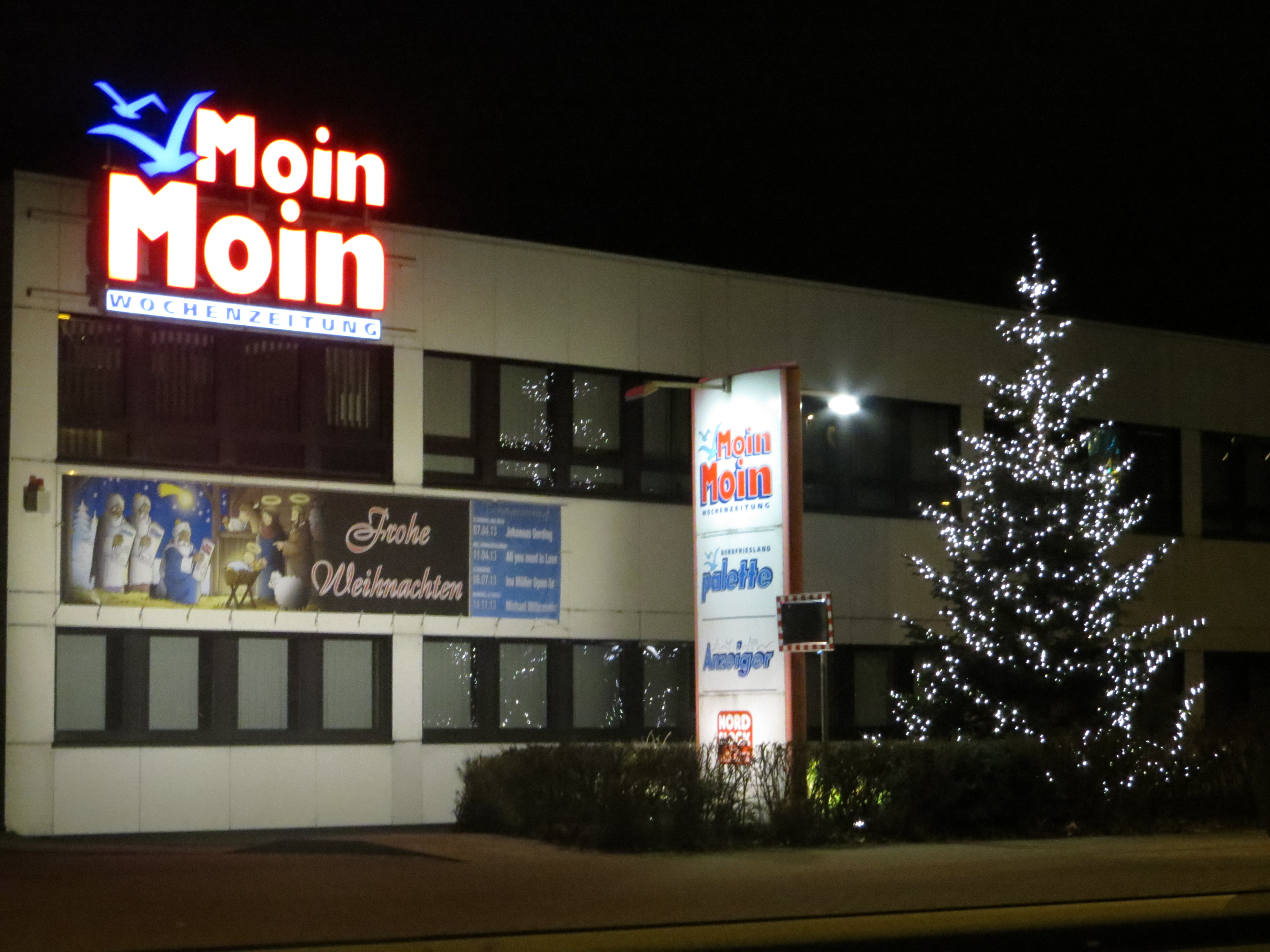
Das MoinMoin-Hauptgebäude, Am Friedenshügel 2 in Flensburg zur Weihnachtszeit, Ende 2012

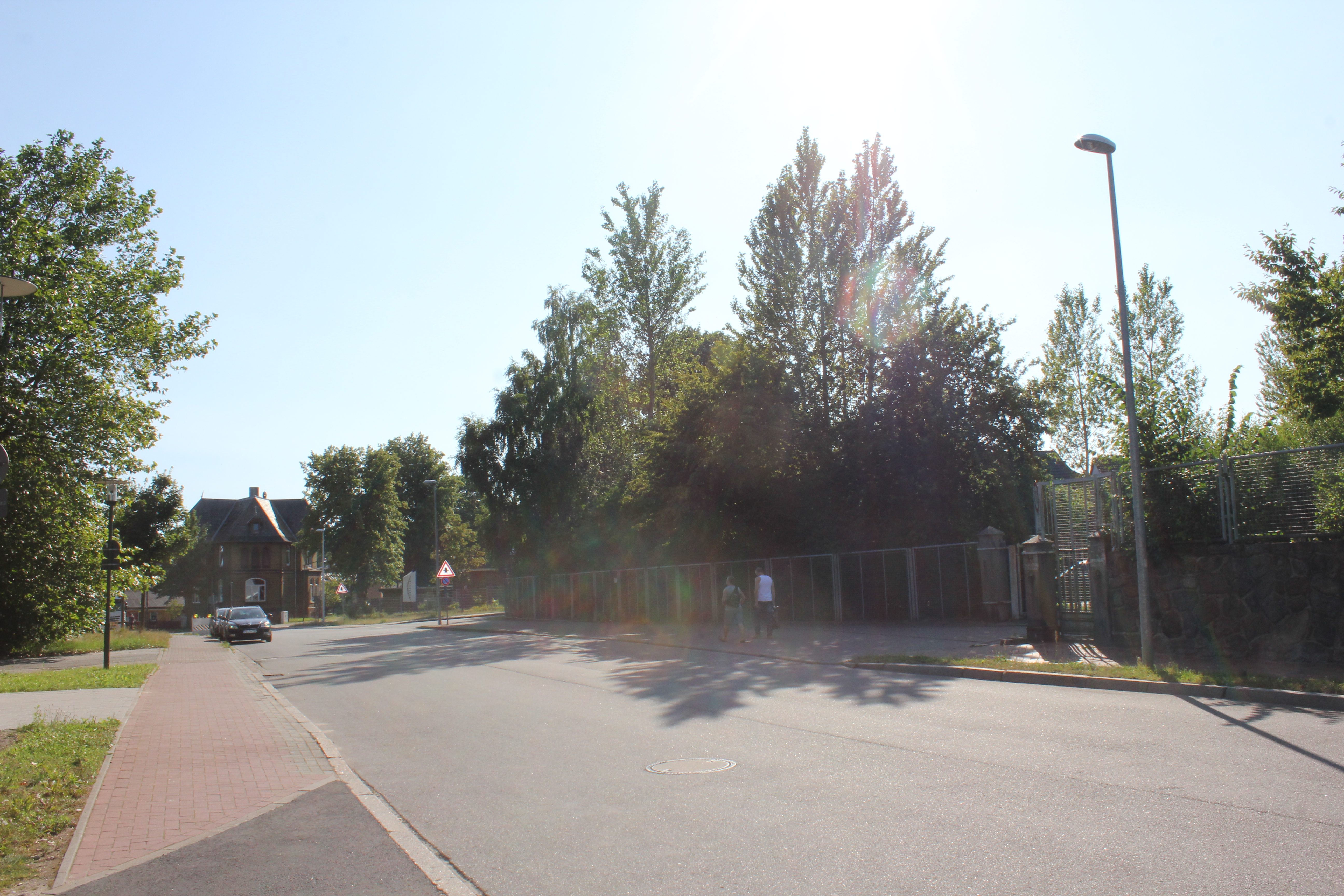
Die Batteriestraße Nr. 33 (rechts im Bild), wo die MoinMoin entstand (Flensburg 2014)

Moin Moin war ein Anzeigenblatt aus dem Raum Flensburg, das von 1977 zunächst einmal monatlich und später einmal wöchentlich erschienen ist, und von der neben der Flensburger Moin Moin noch Ausgaben für Südtondern, Schleswig und Angeln herausgegeben wurden. Zu dem Verlag, in dem die Moin-Moin-Ausgaben herausgebracht wurden, gehörten  weitere ähnliche Blätter, wie beispielsweise die Nordfriesland palette, die für den Raum Husum erschien. Am 11. Januar 2023 wurde die letzte Ausgabe der Moin Moin herausgegeben und das Blatt eingestellt. Ebenfalls eingestellt wurde die Nordfriesland palette.

## Geschichte
Der Lithograf Dieter Kopp und der Fotograf Reinhard Thomas, die in der ehemaligen Fischfabrik (Nordische Fischkonservenfabrik) in der Flensburger Batteriestraße Nr. 33, im Stadtteil Nordstadt, die Firma Reprox besaßen, beschlossen im Jahre 1977, eine kostenlose Zeitung, die sich mit Flensburg beschäftigt, herauszugeben, und gründeten den Kopp & Thomas Verlag, mit dessen Hilfe die Zeitung verbreitet werden sollte. Als Namen für die Gratiszeitung wählten sie die in der Region verbreitete Begrüßung Moin Moin. Bestandteil der Zeitung waren schon damals die Anzeigen, welche den Druck finanzieren. Bis ins Jahr 1984 erschienen monatlich 68 Ausgaben der Moin Moin. Zusätzlich erschien seit dem Jahr 1980 die MoinMoin EXTRA, ein Angebots-Blatt für Wochenendeinkäufe, welches zunächst am Monatsanfang und später einmal wöchentlich erschien. Im Jahre 1983 entstand außerdem die MoinMoin Nordfriesisches Wochenblatt (vgl. Kreis Nordfriesland), der Vorläufer der heutigen Ausgabe MoinMoin Südtondern (vgl. Amt Südtondern). Seit dem Jahr 1984 gab es offenbar nur noch eine wöchentliche Ausgabe der MoinMoin, die in Flensburg verteilt wurde.
Ebenfalls im Jahr 1984 bekam die Flensburger MoinMoin regionale Konkurrenz, die WochenSchau, die zum Flensburger Tageblatt gehört. In den Jahren 1986–1987 kamen zwei weitere MoinMoin-Ausgaben hinzu, die Ausgaben MoinMoin Kappeln (vgl. Kappeln) sowie die MoinMoin Schleswig (vgl. Schleswig). Die MoinMoin Kappeln wurde später in MoinMoin Angeln  umbenannt (vgl. Angeln (Halbinsel)). Die WochenSchau zog schrittweise nach und etablierte fünf Ausgaben, nämlich für Flensburg (Auflage 75.100 Exemplare), Angeln (Auflage 15.600 Exemplare), Schleswig (Auflage 31.100 Exemplare), Südtondern (Auflage 17.100 Exemplare) sowie eine für Nordfriesland (Auflage 42.200 Exemplare). In den Jahren 1986/1987 zog der Verlag in zwei historische Villen in der Nerongsallee 12 und 14 im Stadtteil Westliche Höhe um.
1993 übernahm die Kopp & Thomas Verlags GmbH (manchmal umgangssprachlich auch: MoinMoin-Verlag genannt) den Husumer Georg Graf von Baudissin Verlag und damit das Anzeigenblatt Nordfriesland Palette, welches schon im Jahre 1973 entstanden war. 1995 übernahm der Verlag einen im Jahre 1975 gegründeten Verlag mit Niederlassungen in Bad Bramstedt und Itzehoe und damit zwei Ausgaben des Anzeigenblattes Anzeiger (bzw. Ihr Anzeiger) für die Kreise Steinburg und Segeberg. 1999 zog die MoinMoin mit dem Verlag in ein neues Verlagsgebäude mit der Adresse Am Friedenshügel 2 im Stadtteil Friesischer Berg. Mit ins Gebäude zog dabei der Nord-Block, ein Verbund schleswig-holsteinischer Anzeigenblätter, die wöchentlich zusammen ungefähr 2,6 Millionen Zeitungsexemplare verteilen. Der Nord-Block wird von dort geleitet. Über den Nord-Block sind zudem Anzeigen bei den Partnerverlagen des Kopp & Thomas Verlags zentral buchbar. 2013 erwarb der Kopp & Thomas Verlag die Prima Wochenende für Neumünster mit Umland und die Hallo Nachbar für Parchim mit Umland. Die Gesamtauflage sämtlicher Zeitungen des Verlages liegt heutzutage bei wöchentlich ungefähr 225.000 Exemplaren. Die Gesamtauflage für Flensburg und seine Umgebung (also inklusive Glücksburg, Harrislee und Handewitt etc.) liegt bei 78.800 Exemplaren in der Woche. Die Auflagengröße für Schleswig und Kappeln (Angeln) zusammengenommen, liegt bei 36.500 Exemplaren. Die Gesamtauflage in Südtondern liegt bei 15.000 Exemplaren. Die Palette liegt bei 41.000 Exemplaren. Der wichtigste Teil des Verlages dürfte also weiterhin die bekannte Moin Moin, insbesondere die Ausgabe aus Flensburg, sein, weshalb auch deren Namensschriftzug das Verlagsgebäude in Flensburg krönt. Das Anzeigenblatt wurde im Rheinischen Format gedruckt.
Wie das Verlagshaus Kopp & Thomas am 10. Januar 2023 mitteilte, wurden sowohl die Moin Moin wie auch die Nordfriesland Palette eingestellt. Als Gründe wurden „schlechte wirtschaftliche Rahmenbedingungen“ und gestiegene Papier- und Energiekosten genannt.

## Verschiedenes
Der wohl beständigste Teil der Moin Moin war der Comic Öde des Zeichners Kim Schmidt. In dessen Comics wurden bis 2015 des Öfteren lokale Geschehnisse verarbeitet. Insbesondere anfänglich hatte der gepflegte Zeichenstil eine leichte Ähnlichkeit zu dem der Werner-Comics.